# ECM Prague Open 2009
L'ECM Prague Open 2009 è stato un torneo professionistico femminile di tennis facente parte della categoria International nell'ambito del WTA Tour 2009, con un montepremi di 220.000 $. Si è giocato sui campi in terra rossa dell'I. Český lawn–tenisový klub sull'isola di Štvanjce a Praga in Repubblica Ceca, dal 13 al 19 luglio 2009.

## Partecipanti

### Teste di serie
| Giocatrice           | Nazionalità     | Ranking* | Testa di serie |
| -------------------- | --------------- | -------- | -------------- |
| Francesca Schiavone  | Italia          | 28       | 1              |
| Sybille Bammer       | Austria         | 30       | 2              |
| Iveta Benešová       | Repubblica Ceca | 31       | 3              |
| Carla Suárez Navarro | Spagna          | 32       | 4              |
| Al'ona Bondarenko    | Ucraina         | 36       | 5              |
| Magdaléna Rybáriková | Slovacchia      | 46       | 6              |
| Lucie Hradecká       | Repubblica Ceca | 56       | 7              |
| Petra Kvitová        | Repubblica Ceca | 58       | 8              |

- Ranking al 6 luglio 2009.

### Altre partecipanti
Giocatrici che hanno ricevuto una Wild card:
- Kristína Kučová
- Zarina Dijas
- Karolína Plíšková

Giocatrici passate dalle qualificazioni:
- Timea Bacsinszky
- Kristina Mladenovic
- Ksenija Pervak
- Petra Martić

## Campionesse

### Singolare
Sybille Bammer ha battuto in finale  Francesca Schiavone con il punteggio di 7–6(4), 6–2

### Doppio
Al'ona Bondarenko /  Kateryna Bondarenko hanno battuto in finale  Iveta Benešová /  Barbora Záhlavová-Strýcová con il punteggio di 6–1, 6–2